# Sportåret 1933

## Händelser

### Idrott och samhälle
- Charrería blir officiell nationalsport i Mexiko

### Amerikansk fotboll
- Chicago Bears vinner NFL-finalen genom att besegra  New York Giants med 23 - 21.

### Bandy
- 26 februari - IFK Uppsala blir svenska mästare genom att besegra IF Göta från Karlstad med 11–1 på Stockholms stadion.[1]

### Baseboll
- 7 oktober - National League-mästarna New York Giants vinner World Series med 4-1 i matcher över American League-mästarna Washington Senators.[2]

### Cykelsport
- Georges Speicher, Frankrike vinner landsvägsloppet vid VM.
- Georges Speicher, Frankrike vinner Tour de France
- Alfredo Binda, Italien vinner Giro d'Italia.

### Fotboll
- 29 april - Everon FC vinner FA-cupfinalen mot Manchester City FC med 3-0 på Wembley Stadium.[3]
- 11 juni - Vid den första VM-kvalmatchen i fotboll någonsin vinner Sverige med 6-2 över Estland i Stockholm.[4]
- Okänt datum – Athletic Bilbao vinner Copa del Rey.
- Okänt datum – Celtic FC vinner skotska cupen.

#### Ligasegrare / resp lands mästare
- 5 juni - Helsingborgs IF vinner Allsvenskan.
- Okänt datum – BK Frem vinner danska mästerskapen
- Okänt datum – Arsenal FC vinner engelska ligan
- Okänt datum – Rangers FC vinner skotska ligan.
- Okänt datum – Go Ahead Eagles blir nederländska mästare.
- Okänt datum – Royale Union Saint-Gilloise blir belgiska mästare.
- Okänt datum – Fortuna Düsseldorf blir tyska mästare.
- Okänt datum – Juventus FC blir italienska mästare.
- Okänt datum – Real Madrid blir spanska mästare.
- Okänt datum – Lille OSC blir de första franska mästarna.

### Friidrott
- 31 december - Nestor Gomes vinner Sylvesterloppet i São Paulo.[5]
- Leslie S. Pawson, USA vinner Boston Marathon.[6]

### Golf

#### Herrar
- Ryder Cup: Storbritannien besegrar USA med 6½ - 5½.

##### Majorstävlingar
- US Open - Johnny Goodman, USA
- British Open – Denny Shute, USA
- PGA Championship - Gene Sarazen, USA

### Ishockey
- 19 februari - Den första dokumenterade ishockeymatchen i Norge spelas under pausen i världsmästerskapen i hastighetsåkning på skridskor i Trondheim. SK Rapp besegrar SFK Trygg med 4–1.[7]
- 26 februari - USA vinner världsmästerskapet i Prag före Kanada och Tjeckoslovakien.[8]
- 29 mars - Hammarby IF blir svenska mästare efter finalvinst mot IK Göta med 3-1 i Lindarängens ispalats.[9]
- 13 april - New York Rangers vinner Stanley Cup efter att i finalspelet besegrat Toronto Maple Leafs med 3–1 i matcher.[10]

### Konståkning

#### VM
- Herrar: Karl Schäfer, Österrike
- Damer: Sonia Henie, Norge
  - Vivi-Anne Hultén, Sverige blir tvåa.
- Paråkning: Emelie Rotter & László Szollás, Ungern

#### EM
- Herrar: Karl Schäfer, Österrike
- Damer: Sonia Henie, Norge
- Paråkning: Idy Papez & Karl Zwack, Österrike

### Motorsport

#### IndyCar
- 30 maj - Louis Meyer vinner Indianapolis 500 på Indianapolis Motor Speedway i en Tydol Special Miller på tiden 4:48:00.75.[11]

#### Roadracing
- Gunnar Kalén vinner EM i 500cc-klassen på en Husqvarna.

#### Sportvagnsracing
- Raymond Sommer och Tazio Nuvolari vinner Le Mans 24-timmars med en Alfa Romeo 8C.

### Skidor, nordiska grenar
- 19 februari - Arthur Häggblad, IFK Umeå vinner Vasaloppet.[12]

#### SM
- 15 km vinns av Lars Theodor Jonsson, Wäija-Dynäs IF. Lagtävlingen vinns av Bodens BK.
- 30 km vinns av Sven Utterström, Bodens BK. Lagtävlingen vinns av Bodens BK.
- 50 km vinns av John Lindgren, Lycksele IF.  Lagtävlingen vinns av Luleå SK.
- 10 km damer vinns av Elsa Jonzon, Delsbo IF. Lagtävlingen vinns av Vännäs SK.
- Backhoppning vinns av Sven Eriksson, Selångers SK Lagtävlingen vinns av Luleå SK.
- Nordisk kombination vinns av Olle Hultberg, Bodens BK. Lagtävlingen vinns av Grycksbo IF .

### Tennis

#### Herrar
- 30 juli - Storbritannien vinner International Lawn Tennis Challenge genom att finalbesegra Frankrike med 3-2 i Paris.[13]

##### Tennisens Grand Slam
- Australiska öppna - Jack Crawford, Australien
- Wimbledon - Jack Crawford, Australien
- US Open – Fred Perry, Storbritannien

#### Damer

##### Tennisens Grand Slam
- Australiska öppna - Joan Hartigan, Australien
- Wimbledon – Helen Wills Moody, USA.
- US Open – Helen Jacobs, USA

### Travsport
- Travderbyt körs på Solvalla travbana utanför Stockholm. Segrare blir det svenska stoet Lorry (SE) e. Tullipan (SE) – Emma Orlan (DK) e. Manrico B (US). Kilometertid:1.29,6 Körsven: Theodor Bilcik
- Travkriteriet körs på Jägersro travbana i Malmö. Segrare blir det svenska stoet Etta June (SE) e. Peter June (US) – Etta Axworthy (US) e. Guy Axworthy (US).

## Rekord

### Friidrott
- 3 maj - Jadwiga Wajsowna, Polen förbättrar världsrekordet i diskus damer till 42,43 m
- 25 maj – Matti Järvinen, Finland förbättrar världsrekordet i spjut till 74,28
- 7 juni – Matti Järvinen, Finland förbättrar världsrekordet i spjut till 74,61
- 8 juni – Dora Greenwood, Tyskland tangerar världsrekordet i höjd damer med 1,65 m
- 15 juli – Matti Järvinen, Finland förbättrar världsrekordet i spjut till 76,10
- 15 juli - Jadwiga Wajsowna, Polen förbättrar världsrekordet i diskus damer till 43,68 m
- 23 juli – Hans-Heinrich Sievert, Tyskland förbättrar världsrekordet i 10-kamp till 8 467 p
- 30 juli - Jadwiga Wajsowna, Polen förbättrar världsrekordet i diskus damer till 44,60 m
- 6 augusti – Ralph Metcalfe, USA tangerar världsrekordet på 200 m med 21,0
- 13 augusti – Tollien Schuurman, Nederländerna förbättrar världsrekordet på 200 m damer till 24,6
- 4 september – Stanislawa Walasiewicz, Polen förbättrar världsrekordet på 100 m damer till 11,8
- 7 september – Matti Järvinen, Finland förbättrar världsrekordet i spjut till 76,66
- 8 september – John Morris, USA tangerar världsrekordet på 110 m häck med 14,4
- 9 oktober – Luigi Beccali, Italien tangerar världsrekordet på 1 500 m med 3.49,2
- 17 oktober - Luigi Beccali, Italien förbättrar världsrekordet på 1 500 m till 3.49,0

## Evenemang
- VM i cykelsport anordnas i Monthléry, Frankrike.
- VM i ishockey anordnas i Prag, Tjeckoslovakien.
- VM i konståkning för herrar anordnas i Zürich, Schweiz.
- VM i konståkning för damer och par anordnas i Stockholm, Sverige.
- EM i konståkning anordnas i London, Storbritannien.

## Födda
- 26 januari
  - Ercole Baldini, italiensk cyklist.
  - Bengt "Fölet" Berndtsson, svensk fotbollsspelare.
- 18 februari - Bobby Robson, engelsk fotbollsspelare, tränare.
- 20 mars – Jean Boiteux, fransk simmare.
- 23 mars – Hayes Alan Jenkins, amerikansk konståkare.
- 7 juli – Murray Halberg, nyzeeländsk friidrottare.
- 18 augusti - Just Fontaine, fransk fotbollsspelare.
- 11 september - Nicola Pietrangeli, italiensk tennisspelare
- 3 oktober - Neale Fraser, australisk tennisspelare.
- 28 oktober - Garrincha, brasiliansk fotbollsspelare.
- 6 november – Knut Johannesen, norsk skrinnare.
- 25 november - Alan Arnell, brittisk fotbollsspelare.

## Avlidna
- 1 september - James Corbett, amerikansk boxare, "Gentleman Jim"

### Fotnoter
1. ↑  Erik Jonsson (2 mars 1931). ”1930–1939”. Svenska Bandyförbundet. Arkiverad från originalet den 15 februari 2015. https://web.archive.org/web/20150215054718/http://www.svenskbandy.se/BANDYFINALEN/HISTORIK/Svenskamastare/Herrar/1930-1939/. Läst 1 september 2011.
2. ↑  ”1933 World Series” (på engelska). Baseball-Reference.com. http://www.baseball-reference.com/postseason/1933_WS.shtml. Läst 16 juli 2015.
3. ↑  ”England FA Challenge Cup 1932-1933” (på engelska). RSSSF. http://www.rsssf.com/tablese/engcup1933.html. Läst 19 augusti 2012.
4. ↑  ”Sverige på VM:s topplista”. Svensk Elitfotboll. Arkiverad från originalet den 6 september 2010. https://web.archive.org/web/20100906101830/http://www.svenskelitfotboll.se/sefaktuellt/2007/fotbollsvarlden_dec.htm. Läst 11 oktober 2011.
5. ↑  ”1930” (på portugisiska). Sylvesterloppet. Arkiverad från originalet den 1 mars 2014. https://web.archive.org/web/20140301041020/http://www.saosilvestre.com.br/1930. Läst 19 augusti 2012.
6. ↑  ”Boston Marathon”. Arkiverad från originalet den 27 april 2015. https://web.archive.org/web/20150427035419/http://www.baa.org/races/boston-marathon/boston-marathon-history/past-champions/past-mens-open-champions.aspx. Läst 9 april 2011.
7. ↑  Tore (2 november 2019). ”Et tilbakeblikk på norsk ishockey” (på norska). Hockeymagasinet. Arkiverad från originalet den 12 augusti 2020. https://web.archive.org/web/20200812060918/https://hockeymagasinet.no/et-tilbakeblikk-pa-norsk-ishockey/. Läst 16 mars 2020.
8. ↑  ”Championnats du monde 1933” (på franska). Hockey Archives. 26 februari 1933. https://www.hockeyarchives.info/mondial1933.htm. Läst 15 augusti 2011.
9. ↑  ”Championnat de Suède 1932/33” (på franska). Hockey Archives. 29 mars 1933. https://www.hockeyarchives.info/Suede1933.htm. Läst 15 augusti 2011.
10. ↑  ”NHL 1932/33” (på franska). Hockey Archives. https://www.hockeyarchives.info/NHL1933.htm. Läst 23 mars 2020.
11. ↑  Race results Arkiverad 6 december 2010 hämtat från the Wayback Machine. (via Indianapolis Star)
12. ↑  ”Historiska segrare”. Vasaloppet. Arkiverad från originalet den 22 mars 2020. https://web.archive.org/web/20200322121012/https://www.vasaloppet.se/wp-content/uploads/sites/1/2019/09/historiska_segrare_vasaloppet_sve_2019-09-18.pdf. Läst 5 september 2011.
13. ↑  ”Davis Cup”. http://www.daviscup.com/en/results/tie/details.aspx?tieId=10003461. Läst 20 augusti 2011.